# Дитрих фон Мьорс
Дитрих I фон Мьорс (на немски: Dietrich I von Mörs; † сл. 1191) е първият споменат в документи управляващ граф на Графство Мьорс.

## Деца
Дитрих I фон Мьорс има един син:
- Дитрих II (I) фон Мьорс/II († ок. 1262), граф на Мьорс, женен ок. 1234 г. за Елизабет фон Алтена-Изенберг (* ок. 1220; † сл. 1275), дъщеря на Фридрих фон Изенберг († 1226) и София фон Лимбург († 1227).